# ريكي لوبيز
ريكي لوبيز (بالإنجليزية: Ricky Lopez)‏ (3 مارس 1987 بدنفر في الولايات المتحدة - ) هو ملاكم أمريكي، صنّف ضمن فئة وزن البانتام السوبر ‏.

## إحصائيات
خاض خلال مسيرته 11 نزالا، فاز في 9 وخسر في 2. فاز بالضربة القاضية في 4 نزالات.

## روابط خارجية
- ريكي لوبيز على موقع بوكس ريك (الإنجليزية) (registration required)